# Имреди, Бела

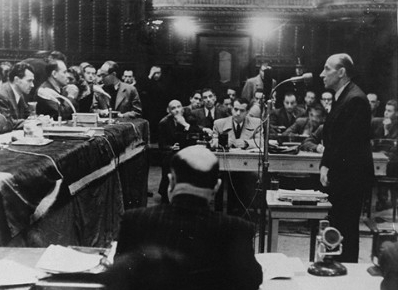
Б. Имреди перед Народным трибуналом. Будапешт, 1945 г.

Кавалер Бела Имреди де Оморавица, венг. Vitéz ómoravicai Imrédy Béla (29 декабря 1891, Будапешт — 28 февраля 1946, Будапешт) — премьер-министр Венгрии в 1938—1939 гг.

## Биография
Родился в католической семье. Изучал право, затем поступил на работу в министерство финансов, в 1928 назначен директором Венгерского национального банка. В 1932 назначен на должность министра финансов в профашистском правительстве Д. Гёмбёша. После отставки в 1935 вновь стал президентом Венгерского национального банка.
Будучи исключительно амбициозным, придерживался правых взглядов по вопросам внутренней и социальной политики. По вопросам внешней политики занимал пробританскую позицию, благодаря которой занял должность министра экономической координации в правительстве К. Дараньи. После отставки Дараньи в мае 1938 был назначен на должность премьер-министра регентом М. Хорти.
Его попытки улучшить дипломатические отношения Венгрии с Великобританией первоначально привели к осложнениям в отношении к нему Германии и Италии. Вскоре понял, что не может игнорировать растущее германо-итальянское влияние в венгерской политике, и уже к осени 1938 его внешняя политика стала в значительной мере прогерманской и проитальянской. Также стремился найти поддержку в правых кругах, основав Движение венгерской жизни. Ему удалось подавить влияние оппонентов в правом лагере, включая влиятельных нацистов вроде Ф. Салаши, которых он преследовал. По мере движения политики вправо, предложил реорганизацию системы государственного управления на принципах тоталитаризма, ввёл в действие законы, ограничивавшие свободу прессы и приведшие к экономическим ограничениям в отношении евреев.
В феврале 1939 его умеренные оппоненты, озабоченные растущими уступками Германии и правым кругам в Венгрии, представили регенту Хорти документы, свидетельствующие о том, что у него была еврейская прабабушка. Когда Хорти представил эти документы последнему, тот не смог их отрицать и подал в отставку 13 февраля 1939. Краткое время служил в венгерской армии в 1940, а в октябре того же года основал профашистскую и антисемитскую Партию венгерского возрождения. Видным членом партии был активист-антисемит Ласло Эндре.
Когда немецкие войска оккупировали Венгрию в 1944, немецкий посланник Эдмунд Веезенмайер рекомендовал регенту Хорти его кандидатуру взамен прежнего премьер-министра М. Каллаи, однако Хорти назначил на эту должность Дёме Стояи. В мае 1944 Имреди занял должность министра экономической координации. В августе 1944, за несколько дней до прихода к власти антифашистского правительства Г. Лакатоша, был вынужден уйти в отставку.
После занятия Венгрии советскими войсками был арестован и в ноябре 1945 г. отдан под суд Народного трибунала. Обвинённый в военных преступлениях и сотрудничестве с нацистами, был приговорён к смертной казни и расстрелян в тюрьме Марко в Будапеште в 1946 г.